# بلهارسية شعرية ريجنتية
بلهارسية شعرية ريجنتية (باللاتينية: Trichobilharzia regenti) هو الاٍسم العلمي لطفيلي أنف الطيور و الذي يسبب حكة السباح عند الاٍنسان.